# Grüfflingen
Grüfflingen, Grufflange en français, est un village de la commune belge de Burg-Reuland situé en Communauté germanophone de Belgique et Région wallonne dans la province de Liège.

## Personnalités liées à Grüfflingen
- Theo Wiesen (1906-1999), sculpteur d'art brut, mort à Grüfflingen après y avoir passé l'essentiel de sa vie.